# Nicodemos Gomes Napoleão
Nicodemos Gomes Napoleão Foi um renomado escritor, poeta e historiador cearense, nasceu em Alto Santo, Ceará, no dia 10 de março de 1953. Sua trajetória intelectual destaca-se pela produção literária diversificada e pelo engajamento em instituições culturais e educacionais.

## Formação e Atuação Profissional[1][2]
Graduado em Administração de Empresas, com especialização em Planejamento e Docência do Ensino Superior, Nicodemos também atuou como professor de ensino médio e superior em sua cidade natal. Foi docente no Centro Educacional Alexandrino Diógenes e no Instituto Teológico Padre Giuliano, além de ter conquistado o primeiro lugar em um concurso de poesia no Dia Internacional da Poesia, realizado na Faculdade Integrada da Grande Fortaleza, em 2003.

### Formação Acadêmica
- Frequentou Centro Educacional Alexandrino Diógenes
- Estudou Administração de Empresas na instituição de ensino Faculdade Integrada da Grande Fortaleza
- Estudou na instituição de ensino Escola Superior Aberta do Brasil - ESAB

### Atuação Profissional
- Trabalhou na empresa Fundação Nacional de Saúde

- Trabalhou como Professor Especialista na empresa Itepagi Iracema (Ceará)

- Trabalhou como Professor Especialista na empresa Itepagi Potiretama.
- Trabalhou como Professor Especialista na empresa Itepagi Jaguaribara.
- Trabalhou como Professor Especialista na empresa Itepagi Alto Santo.
- Trabalhou como Professor na empresa Centro Educacional Alexandrino Diógenes.
- Trabalhou como Professor na empresa Escola Urcesina Moura Cantídio.
- Trabalhou como vereador na empresa Câmara Municipal de Alto Santo.
- Trabalhou como presidente na empresa Câmara Municipal de Alto Santo.
- Trabalhou como GERENTE DE AGÊNCIA na empresa Empresa Brasileira de Correios e Telégrafos.
- Trabalhou como Repórter e Redator na empresa Radio Educadora Jaguaribana.

## Obras[1][3]

### Publicadas
- Alto Santo de ontem e de hoje – 1985;
- Sonhos e Emoções – 2003;
- São João do "Cumpadi" Inácio (cordel) - 2003
- Obstinação Sertaneja – 2008
- Guerra de Troia, segundo Raquel (cordel) - 2009
- Andarilho dos Trópicos - 2011
- Sentinela da Liberdade (cordel maçônico) - 2013
- Administração busca do bem comum (Organizador) - 2013
- Estante do Tempo - 2015

### Prefaciadas/apresentadas
- Primeira Revista da ALMECE (2005)
- Alto Santo – sua História, sua Vida (2005) - de Fanca Nogueira Magalhães
- Valentia Felina - Monografia, apresentação em versos (2007) - de Francisco Bernivaldo Carneiro
- Noite Iluminada (2009) - de Cleison Luis Rabelo
- Adelmo Aquino – uma lição de vida (2009) - de Maria Leonilda Lima
- Devaneios, delírios & desamores (2011) - de Francisco Bernivaldo Carneiro
- VIII Coletânea da ALMECE - 2011
- IX Coletânea da ALMECE – 2012;
- Genealogia da Família Rufino – um pouco das minhas memórias, de Francisco Raimundo de Souza – 2013;  (Mundo Novo – MS)
- Microdicionário Florianês, de Antônio José Barros – 2015 (Floriano – PI)
- Arte-Educação - Contribuições para a Formação Docente (2016) - de Cleison Luis Rabelo
- Poesia com rapadura, de Bráulio Bessa Uchoa - 2017
- Pétalas de Poesias, de Ana Rosa Bessa – a publicar.